# ثوم
الثوم أو الثوم المزروع (الاسم العلمي: Allium sativum) نوع نباتي عشبي ثنائي الحول من جنس الثوم من الفصيلة الثومية  وتنتشر زراعته في جميع أنحاء العالم، ويتميز بوجود بصلة تحت أرضية تتكون من عدة فصوص، أوراقه شريطية غليظة لها رائحة مميزة نفاذة، من النادر أن يزهر الثوم في الحقول، لذلك فإن زراعته تعتمد على التكاثر الخضري  حيث إن كل فص من فصوصه يعطي نباتاً جديداً ويتشابه كثيرا مع البصل والكراث، والكراث الأندلسي، والثوم المعمر، والبصل الصيني. استخدمه الإنسان منذ أكثر من 7000 سنة، موطنه الأصلي يعود إلى آسيا الوسطى، وكان غذاءً رئيسيا لوقت طويل في منطقة الشرق الأوسط، ويستخدم كالتوابل في آسيا وإفريقيا وأوروبا. كان معروفا عند المصريين القدماء، واستخدم لأهداف الطهي والعلاج.

## الوصف
يتميز بوجود بصلة تحت أرضية تتكون من عدة فصوص، أوراقه شريطية غليظة لها رائحة مميزة نفاذة. ينمو بطول 1.2م (4 أقدام). وبناءًا على مقياس (USDA) الذي يقيس قابلية النبات للنمو فإن الثوم يقع ضمن فئة:8. ينتج الثوم أزهارا خنثى. وعملية التلقيح تحدث عن طريق النحل وبعض الحشرات.

## الأصل وأهم الانواع
حسب زوهري وهوبف، «صعوبة تحديد سلف الثوم عائد لعقم أصنافه»، ومع هذا فيُعتقد بأنه ينحدر من النوع المُسمى " Allium longicuspis" ( فصوص طويلة من الثوم) الذي ينمو بريّا في وسط وجنوب شرق آسيا. النوع المسمى Allium sativum  ينمو بريا في المناطق التي أصبح جنيسا فيها (ليست موطنه الأصلي). الثوم البري والكرمي والحقلي البريطاني كلها أعضاء ضمن فصيلة Allium ursinum ، Allium vineale ، Allium oleraceum، على التوالي.
في أمريكا الشمالية، يعد الثوم البري أو الكرمي (اسمه العلمي Allium vineale) والبصل البري (اسمه العلمي Allium canadense) ينمو بشكل شائع كحشائش في الحقول. أحد أنواع الثوم المعروف ذلك المدعو بـ الثوم المتفيّل (elephant garlic) واسمه العلمي (Allium ampeloprasum) ولكنه ليس ثوما حقيقيا. الثوم وحيد اللب أو الفص (single clove garlic) ينشأ في المقاطعة الصينية: اليونان.

### الثوم الأوروبي

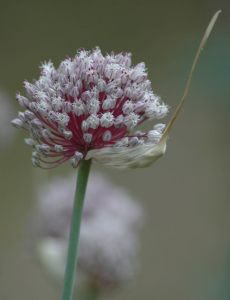
رأس الزهرة

-Aglio Rosso di Nubia (الثوم الأحمر في بلاد النوبة)
-Aglio Bianco Polesano من فينيتو – إيطاليا
-Aglio di Voghiera من مقاطعة فيرارا، إميليا رومانيا، إيطاليا
-Ail blanc de Lomagne ضمن بلدية Lomagne في فرنسا
-Ail de la Drôme من دروم في فرنسا
-Ail rose de Lautrec هو ثوم زهري/ وردي من Lautrec في فرنسا
-Ajo Morado de las Pedroñeras وهو ثوم زهري/وردي من بلدية لاس بيدرونييراس في إسبانيا

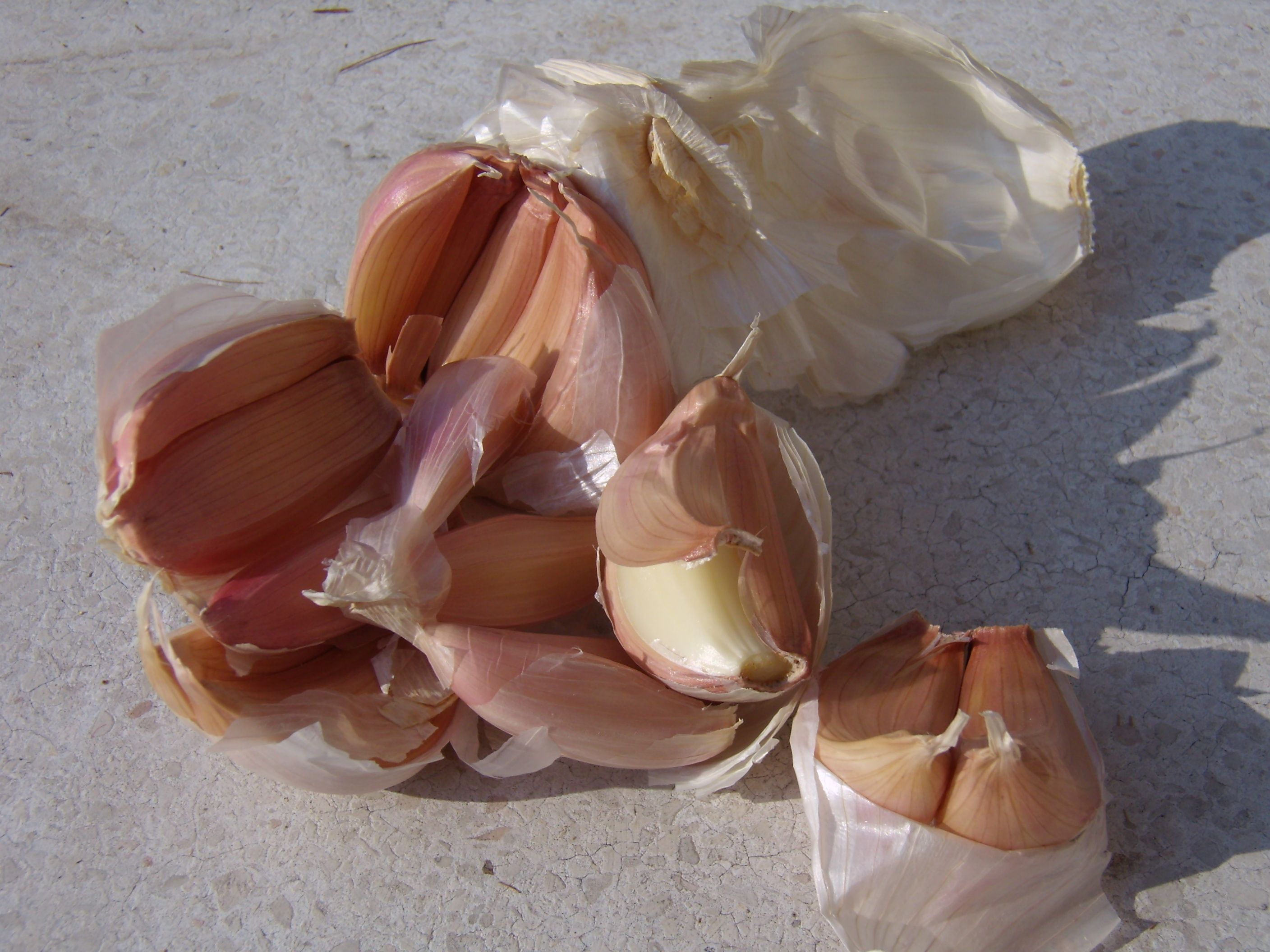
الثوم الإيطالي

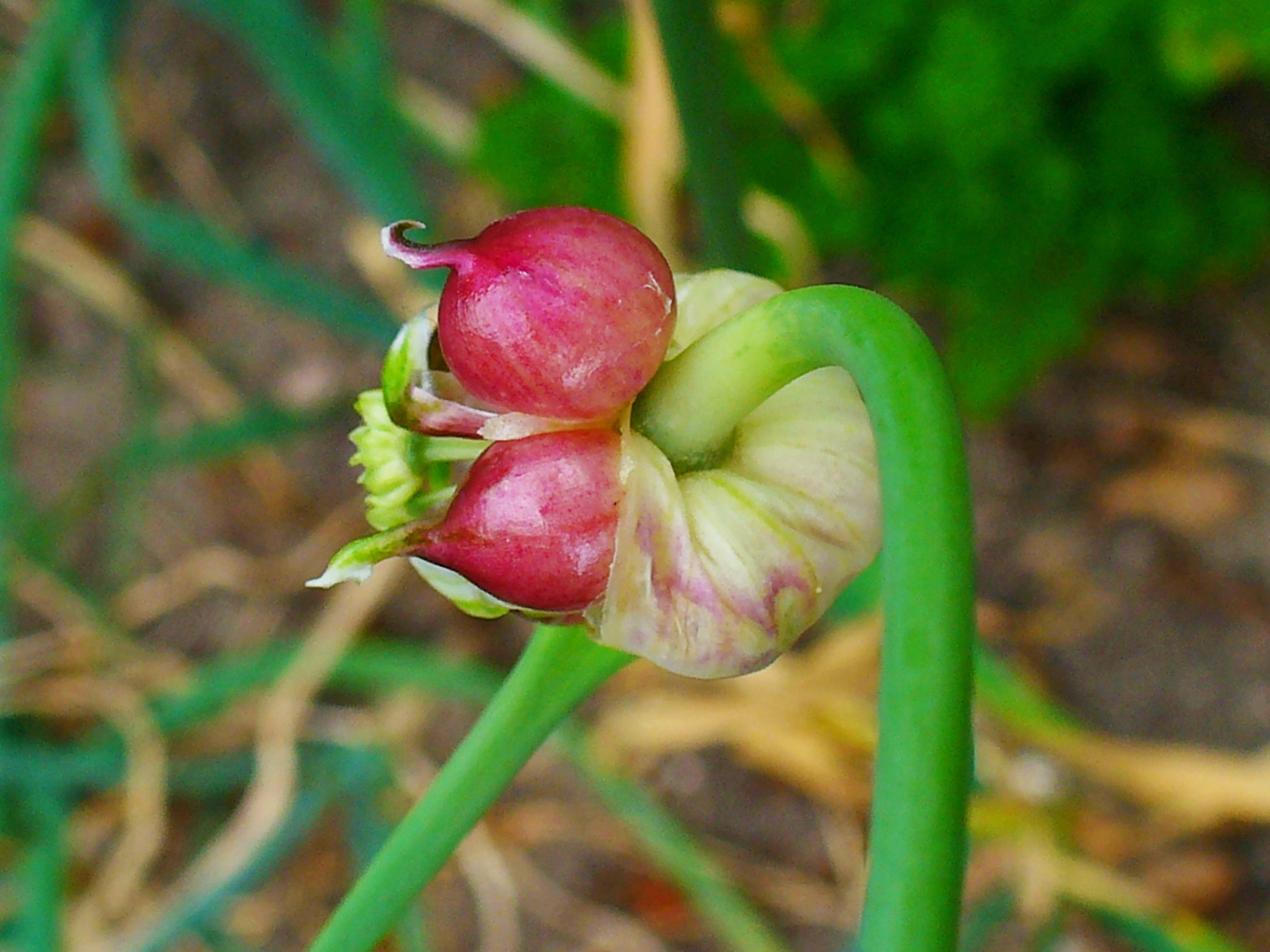
بصيلات

## النويعات والاصناف
هناك نوعان مختلفان من (A. sativum) وعشرة أصناف (موجودة طبيعيا) ومئات الأصناف (التي اختيرت وزرعت من قبل البشر).
-A. sativum من صنف ophioscorodon وتسمى (Ophioscorodon أو الثوم ذات العنق القاسي وتتضمن: porcelain garlics و rocambole garlic وpurple stripe garlics
وأحيانا تعد أنواع مختلفة مثل: (الاسم العلمي Allium ophioscorodon G.Don.)
-A. sativum من صنف sativum أو المسمّاة لينة العنق وتتضمن: artichoke garlic ، silverskin garlic،creole garlic .

## الزراعة
يعد الثوم سهل الزراعة ويمكن أن ينمو طوال العام في المناخات المعتدلة. ومع أن التكاثر الجنسي في الثوم يمكن حدوثه إلا أن معظم أنواع الثوم المزروعة تتكاثر لا جنسيا عن طريق زراعة فصوص من الثوم مباشرة في الأرض. في مناخات باردة الفصل يزرع في الخريف، حوالي 6 أسابيع قبل تجمد التربة، ويحصد في نهاية الربيع.
ينبغي أن تزرع الفصوص بعمق كاف لمنع التجمد/الذوبان مما يسبب التعفن. يعتبر نبات الثوم قوياً جداً ولا يمكن أن يصاب بالآفات والأمراض، ويقال أنه يطرد الأرانب والخلد. من أهم الأمراض التي تصيب الثوم: الديدان الاسطوانية، والعفن الأبيض والذي يبقى في الأرض لأجل غير مسمى بعد إصابته. يمكن أن يصاب الثوم أيضا بمرض غير قاتل يحول لون الجذر إلى الزهري أو الأحمر.
يمكن زراعة الثوم بشكل متقارب لبعض ولكن بترك مسافة كافية للفصوص حتى تنمو. ينمو الثوم في التربة المفككة الجافة التي لا يتجمع الماء فيها، وفي المناطق المشمسة. للزراعة، من المهم اختيار الفصوص الكبيرة المفصولة عن الأزهار. الأزهار الكبيرة إضافة إلى مساحة كافية لتنمو فيها النبتة سيحسن من حجم اللب (الفص). تفضل نبتة الثوم النمو في التربة ذات المحتوى العضوي العالي، ولكنها أيضا بإمكانها النمو في التربة باختلاف حالاتها وأنواعها ونسبة حموضتها.
هناك أنواع وأصناف كثيرة للثوم، أشهرها ذات العنق القاسي وذات العنق اللين. مكان نمو الثوم حسب خط العرض يؤثر على اختيار النوع حيث تتأثر النبتة بطول اليوم. الثوم ذات العنق القاسي تنمو في المناخات الباردة في حين ذات العنق اللين تنمو قرب خط الاستواء.
تُزال السويقات الجذرية حتى تتركز طاقة النبتة في نمو اللب. ويمكن أكل السويقات الجذرية نيئة ومطبوخة.

### اتجاهات الإنتاج
ينمو الثوم حول العالم، وتعتبر الصين أكبر منتج له بحوالي 20 مليون طن (40 مليار باوند) سنويا، فتساهم بما يزيد عن 81% من الإنتاج العالمي للثوم. الهند 4.6% كوريا الجنوبية 1.4% ثم مصر 1.2% في المرتبة الرابعة من الإنتاج العالمي. وتأتي الولايات المتحدة (حيث تنمو هناك في كل الولايات باستثناء الاسكا) في المرتبة التاسعة (0.8%). مما يترك 11% من الإنتاج العالمي لبقية البلدان حيث تنتج كل واحدة منها أقل من 2% من الإنتاج العالمي. معظم إنتاج الثوم في الولايات المتحدة يتركز في غيلوري (كاليفورنيا)، والتي تُدعى «عاصمة الثوم في العالم»
| أعلى عشرة دول لإنتاج الثوم في 2010 | أعلى عشرة دول لإنتاج الثوم في 2010 | أعلى عشرة دول لإنتاج الثوم في 2010 | أعلى عشرة دول لإنتاج الثوم في 2010 | أعلى عشرة دول لإنتاج الثوم في 2010 |
| الدولة | الإنتاج (بالطن)                    | ملاحظات                            |                                    |                                    |
| --- | ---------------------------------- | ---------------------------------- | ---------------------------------- | ---------------------------------- |
| الصين | 13,664,069                         | Im                                 |                                    |                                    |
| الهند | 833,970                            |                                    |                                    |                                    |
| كوريا الجنوبية | 271,560                            |                                    |                                    |                                    |
| مصر | 244,626                            |                                    |                                    |                                    |
| روسيا | 213,480                            |                                    |                                    |                                    |
| ميانمار | 185,900                            | Im                                 |                                    |                                    |
| إثيوبيا | 180,300                            | Im                                 |                                    |                                    |
| الولايات المتحدة | 169,510                            |                                    |                                    |                                    |
| بنغلاديش | 164,392                            |                                    |                                    |                                    |
| أوكرانيا | 157,400                            |                                    |                                    |                                    |
| العالم | 17,674,893                         | A                                  |                                    |                                    |
| * = عدد غير رسمي \| [ ] = بيانات رسمية \| A = قد تشمل بيانات رسمية، شبه رسمية أو تقديرية F = تقديرات الفاو \| Im = البيانات مستندة إلى منهجية احتساب الفاو \| M = البيانات غير متوفرة المصدر: منظمة الأغذية والزراعة (FAO) |                                    |                                    |                                    |                                    |

## الاستخدامات

### الاستخدامات الطبخية

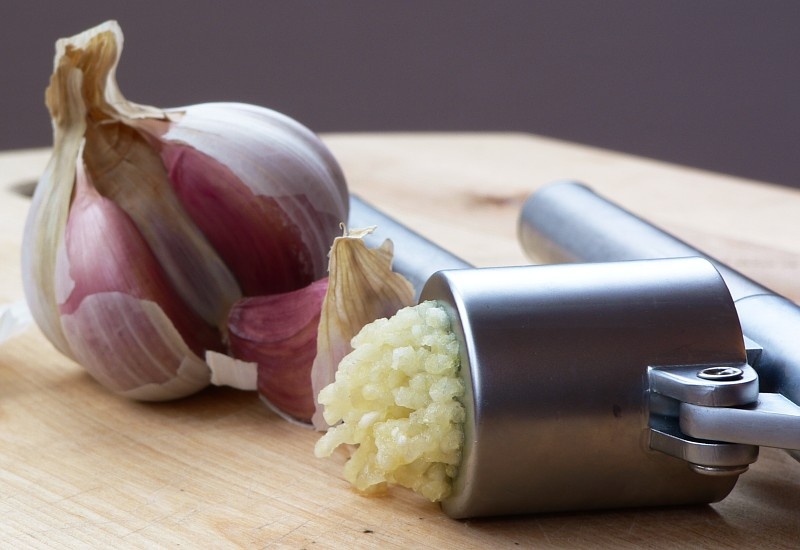
ثوم يتم طحنه باستخدام هراسة الثوم

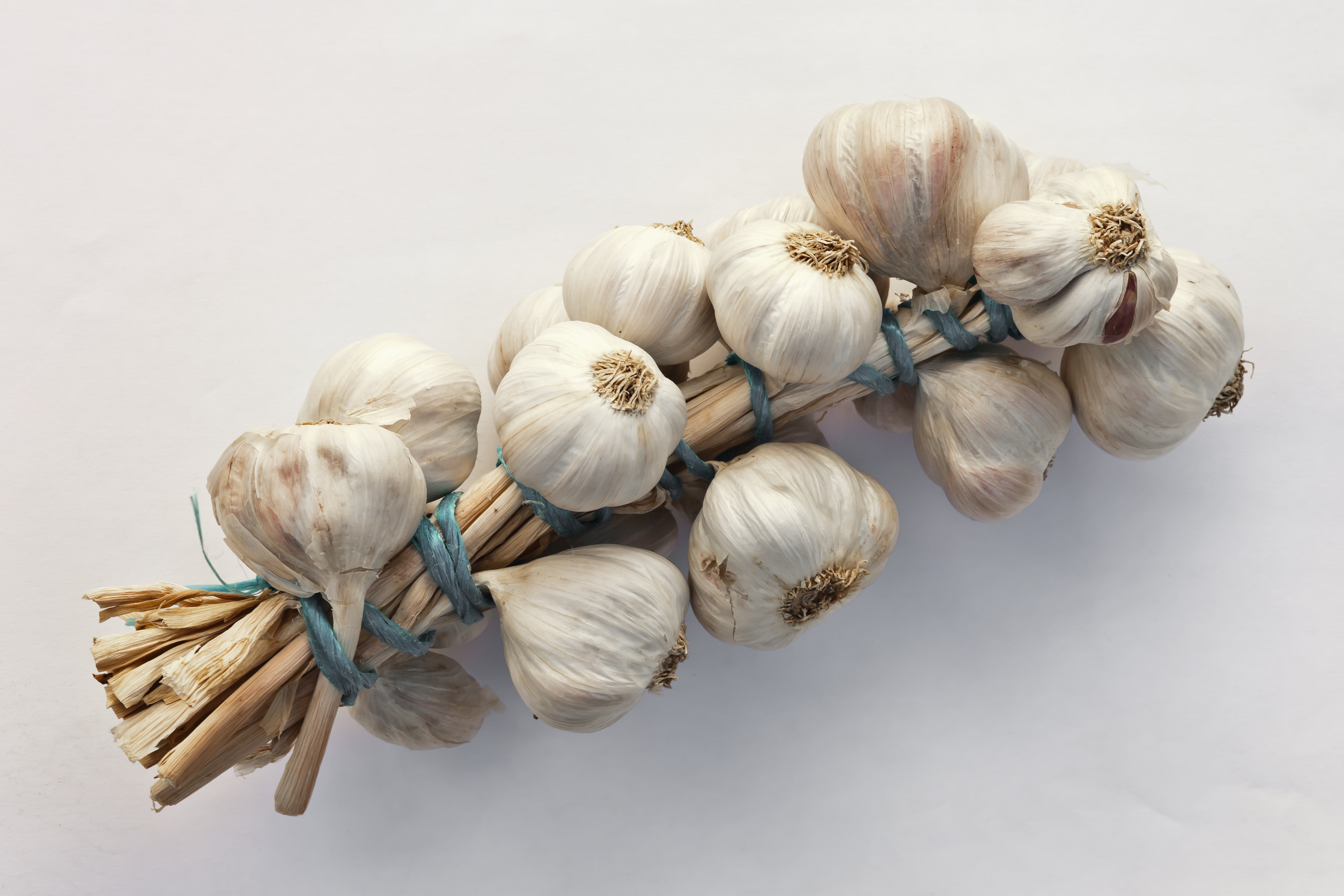
سلسلة من الثوم

يستخدم الثوم حول العالم نظرا لنكهته اللاذعة كبهار أو توابل.
لب النبتة هو أكثر جزء مُستخدم. باستثناء الأنواع ذات الفص الواحدة، يقسم اللب في الثوم إلى عدة قطع لحمية تُسمى فصوص التي تستهلك (إما نيئة أو مطهية) أو لأغراض طبية. لها خاصية مميزة، نكهتها الحارة تلين وتحلو بالطهي.
الأجزاء الأخرى من نبتة الثوم صالحة للأكل أيضا. الأوراق والأزهار (اللب الصغير) على الرأس تؤكل أحيانا. ولكن نكهتها أقل من الفص نفسه، وبالعادة تستهلك قبل النضج حيث لا تزال طرية. يُباع الثوم غير الناضج بعد مثل البصل الأخضر ويسمى «الثوم الأخضر». حين يسمح للثوم الأخضر بالنمو متخطيا مرحلة (البصل الأخضر) وقبل أن يصل للنضج الكامل، فإنه ينتج ثوما مدورا بلُب يشبه البصل ولكن من دون أن ينفصل إلى فحوص كاللُب الناضج. إنه يضفي نكهة الثوم ورائحته على الطعام باستثناء طعمه اللاذع الحار. الثوم الأخضر غالباً ما يُفرم ويقلى سريعا أو يطهى مع الحساء أو بطريقة الوعاء الساخن (hotpot) في جنوب شرق آسيا (فييتنام، تايلاند، لاو، كمبوديا، سنغافورة) وفن الطبخ الصيني، وهو متوفر بكثرة ومنخفض الثمن. إضافة إلى ذلك، فإن الأزهار غير الناضجة (السويقات الجذرية) للثوم ذو العنق القاسي أو المتفيّل أحيانا يباع للقلي السريع مثل الهليون.
الأجزاء التي نادرا ما تؤكل من الثوم أو التي لا تصلح للأكل هي التي تتضمن القشرة التي تغلف فص الثوم وتجمع الجذور. طبقات الحماية الورقية التي تغلف كثيرا من أجزاء النبتة عادة يتم التخلص منها خلال التحضير للعديد من أغراض الطهي، في كوريا يتم تحضير الرؤوس الكاملة غير الناضجة مع القشرة. ويعد تجمع الجذور المرتبطة بالقرص السفلي هو الجزء الوحيد الذي لا يستساغ أكله في أي شكل من أشكاله.
يعد الثوم مكونا أساسياً في العديد أو معظم الأطباق بمختلف المناطق، منها آسيا الجنوبية، آسيا الشرقية، جنوب شرق آسيا، الشرق الأوسط، أفريقيا الشمالية، أوروبا الجنوبية وأجزاء من جنوب ومنتصف أمريكا. تختلف النكهات بحدتها ورائحتها باختلاف طرق الطهي. بالعادة تطهى مع البصل، الطماطم والزنجبيل. قشرة الثوم التي تشبه الجِلْدٌ الرِقِّي مثل قشرة البصل، تزال قبل استخدامها بشكلها المطهي أو النيء. وكبديل يمكن إزالة الطبقة العلوية من اللب وإضافة زيت الزيتون أو أي زيت آخر إلى فصوص الثوم بشكل كبير، ثم شويها في الفرن. حينها تطرى الثوم ويمكن استخراجها من الفصوص عن طريق الضغط على الجذر في أسفل اللب، أو عن طريق الضغط على كل واحدة بشكل منفرد. في كوريا، رؤوس الثوم يتم تخميرها على درجات حرارة عالية للحصول على منتج شرابي حلو يُسمى الثوم الأسود، حيث يباع الآن في الولايات المتحدة، المملكة المتحدة وأستراليا.
يمكن إضافة الثوم إلى عدة أنواع من الخبز، بوسط من الزبدة أو الزيت، لإنتاج العديد من الأطباق الكلاسيكية مثل خبز الثوم، توست الثوم، بروسكيتا، كروستيني، وكاناباي.

الثوم الأخضر

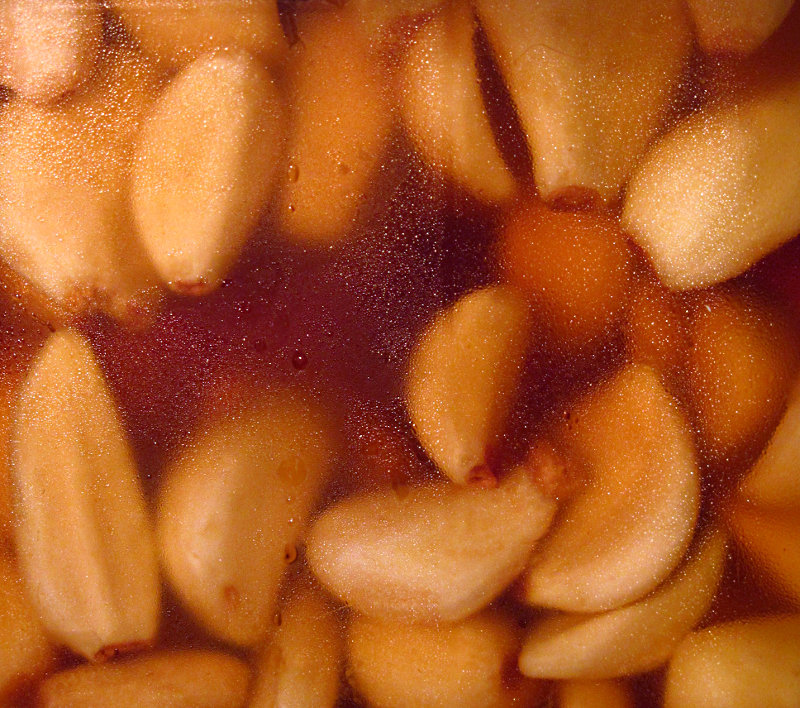
فصوص من الثوم المخلل تحضر ببساطة عن طريق تخزينها في الخل في الثلاجة. هذا ينتج أيضا الخل المغروس بالثوم لاستخدامه في وصفات أو باعتباره بهارا

يمكن أن يُنكه الزيت بفصوص الثوم. حيث يستخدم في تتبيل مختلف أنواع الخضراوات واللحوم والخبز والباستا. يعتبر الثوم بالإضافة إلى صلصة السمك وقطع من الفلفل الحار الطازج، وعصير الـليمون والسكر والماء، مكونا مهما في صلصلة السمك الفييتامينة خاصة اللّحوم والطعام البحري. في أمريكا الجنوبية وآسيا تعد الصلصة الفييتامينة الحارة بالثوم المعروفة بـ (Tuong ot toi Viet Nam) مشهورة جدا كتوابل.
في بعض المطابخ يُحفظ اللُب حديث السن في الخل لمدة 3-6 أسابيع مع السكر والتوابل. في أوروبا الشرقية تحفظ البراعم في الخل وتؤكل كمقبلات. أحد أنواع الثوم المعروفة بـ (Laba garlic)، يتم تحضيرها بنقع الثوم بالخل، وتقدم مع الزلابية في الصين الشمالية للاحتفال برأس السنة الصينية.
أما الثوم المدخنة قليلا فقد أصبحت في انتشار متزايد في المطابخ البريطانية والأوروبية لحشو الدواجن وتحضير الحساء. وفي هذه الحالات من المهم استخدام القشرة حيث تتركز معظم النكهة المدخنة فيها أكثر من الفصوص ذاتها.
السويقات الشجرية غير الناضجة الطرية تعد صالحة للأكل، بشكل عام هذه السويقات لها طعم أقل حدة من الفصوص. وبالعادة تستخدم في القلي أو الطهي البطيء مثل الهليون. أوراق الثوم تعد من الخضراوات الشائعة في بعض مناطق آسيا. حيث تقطع وتنظف ثم تُقلى مع البيض، اللحم، أو الخضراوات.
الثوم المخلوط بصفار البيض وزيت الزيتون ينتج الأيولي «نوع من أنواع الصلصة». الثوم والزيت بقوام كالقطع الصغيرة ينتج صلصة تعرف بـسكروداليا. خلط الثوم مع اللوز والزيت والخبز ينتج نوعاً من الحساء يسمى أجوبلانكو (ajoblanco). اللبن المخلوط بالثوم والملح أيضا يعتبر صلصة شائعة في مطبخ الشرق الأوسط الغربي.
يتميز مسحوق الثوم بطعم مغاير للثوم الطازج. وإذا استخدم كمكافئ أو عوضا عن الثوم الطازج فإن 1/8 ملعقة صغيرة منه تكافئ فصا واحداً من الثوم.

### التخزين

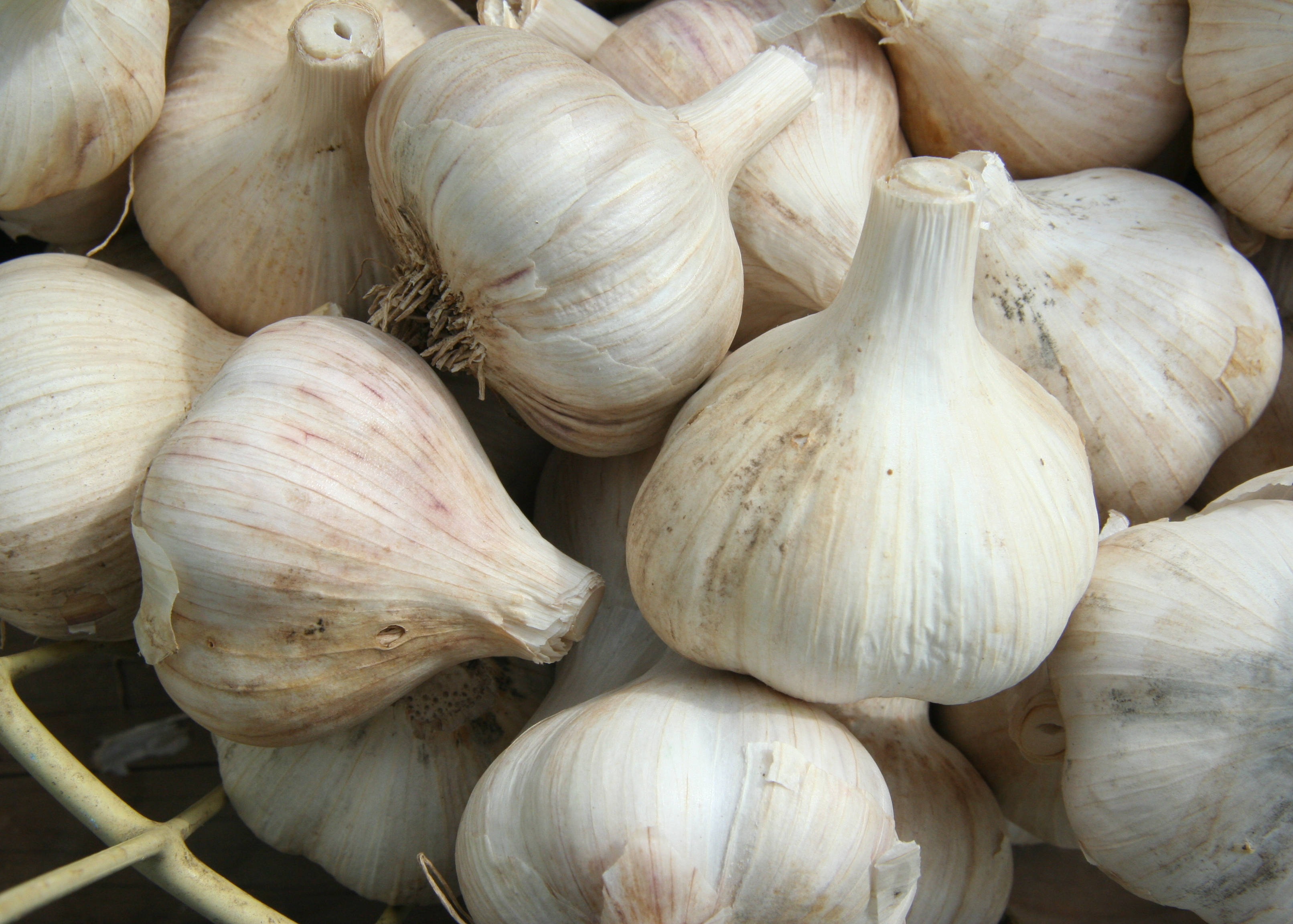
سلة من بصيلات الثوم.

يحفظ الثوم في مكان دافئ (أكثر من 18س – 64ف) وجاف للمحافظة عليه في سبات. يمكن حفظ الفصوص المقشرة في النبيذ أو الخل في الثلاجة. أما لأغراض تجارية فإن الثوم يحفظ في درجة حرارة 0 مئوي (32 ف) في مكان جاف قليل الرطوبة. وسيبقى صالحا لمدة أطول إذا لم يُزل الجزء العلوي.
يحفظ الثوم أحيانا بالزيت لإنتاج زيت بنكهة الثوم ولكن بحاجة لنوع من القياسات لمنع الثوم من التلف. الثوم غير المعالج المحفوظ بالزيت قد يحفز نمو المطثية الوشيقية (الاسم العلمي: Clostridium botulinum) والتي تسبب مرض التسمم السجقي (بالإنجليزية botulism) وحفظها في الثلاجة لن يضمن أمان الثوم المحفوظ بالزيت. لتقليل المخاطر يوصى بحفظ الزيت في الثلاجة واستخدامه خلال اسبوع. وبناء على wikihow فإن الثوم المغموس بالزيت يجب أن يحفظ في المجمد وليس في الثلاجة. الزيت المحضر تجاريا متوافر بشكل واسع. حيث يضيف المصنعون الأحماض وبعض الكيماويات لإزالة خطورة مرض التسمم السجقي من منتجاتهم. حالتان من تفشي مرض التسمم السجقي المتعلقة بالثوم المحفوظ في الزيت تم تسجيلها.
لب الثوم ينبغي أن يكون نظيفا وأبيضا إضافة إلى عنق جاف وكذلك بالنسبة للقشرة الخارجية وقاس قليلا تحت الضغط. ويجب التخلص منها في حال كانت طرية أو إسفنجية أو بها أي علامات للعفن.

### الاستخدام التاريخي

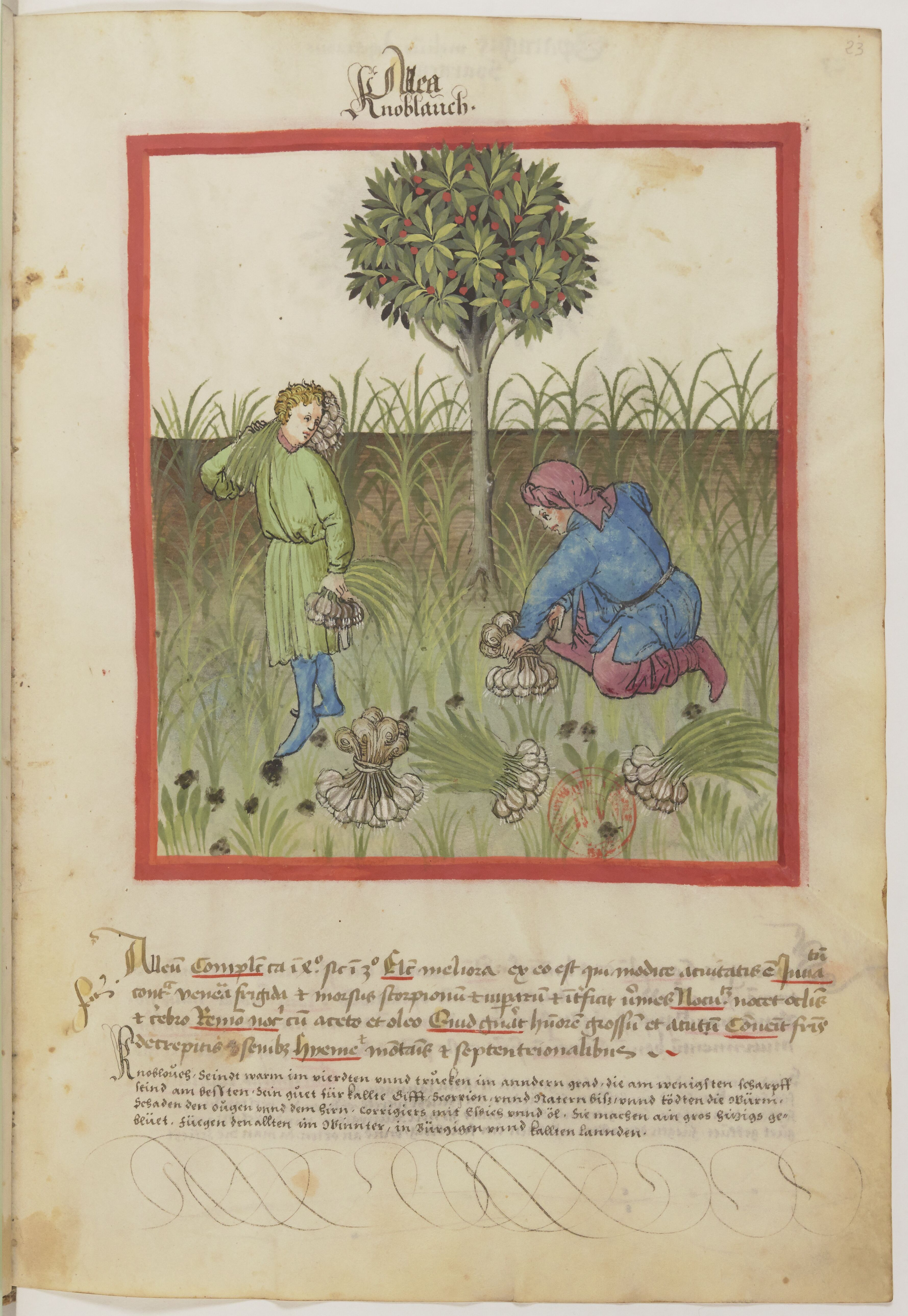
حصاد الثوم، من كتاب تقويم الصحة، القرن الخامس عشر(مكتبة فرنسا الوطنية)

يعود استخدام الثوم في الصين إلى 2000 سنة قبل الميلاد. وكانت تُستهلك من قبل الجنود والبحارة الرومان والإغريق والطبقات الريفية (ورغيليوس، نشيد الرعاة ii.11) وبناء على قول بلينيوس الأكبر (التاريخ الطبيعي xix 32) كانت تستهلك من قبل الفلاحين الأفارقة. فيما وصف جالينيوس الثوم بأنها «ترياق ريفي» (انظر: Adams' Paulus Aegineta، صفحة 99)، والكاتب من القرن الثاني عشر ألكسندر نيكام (انظر Wright's edition of his works، ص. 473, 1863) حيث ناقش كونها نوع من الرعاية التلطيفية من حرارة الشمس في العمل الميداني. وضعها الإغريق على أكوام من الحجارة في مفترق الطرق كغذاء لأحد آلهتهم المسمى (hecate). وبناء على بلينيوس فإن الثوم والبصل كانت تستدعى كآلهة عند حلف اليمين عند المصريين.
في كتاب التاريخ الطبيعي لبلينيوس فقد أعطى عدة سيناريوهات تعتبر الثوم مفيدة (انظر كتاب التاريخ الطبيعي xx. 23) وقيّمها الدكتور سيدينهام كتطبيق في حالات الجدري المحتشد (smallpox) وقال كولين (Mat. Med.ii. p 174 1789) بأن بعض الاستسقاء- طب- (dropsies) تشفى بالثوم فقط.
استخدام الثوم في المطبخ الإنجليزي كان نادرا (مع أنها كما يقال كانت تنمو في إنجلترا قبل 1548).
تم استخدام الثوم كمعقم لمنع الغنغرينة خلال الحربية العالميتين الأولى والثانية

### المواد الغذائية
في حجم الحصة التي تتكون من 1-3 فصوص (3-9غم) لا تقدم الثوم أي قيمة غذائية تُذكر مع احتوائها على كل المواد الغذائية المهمة بنسب أقل من 10% من القيم الموصى بها لليوم الواحد (انظر الجدول). ولكن لكل 100 غم فإنها تحتوي على عدة مواد غذائية بكميات كبيرة (أكثر من 20% من القيمة الموصى بها يوميا) متضمنة فيتامين ب6 وج والمعادن والمغنيسيوم والفوسفات. تعد كل 100 غم من الثوم مصدر جيد لبعض فيتامينات ب (10-19% من القيمة الموصى بها يوميا) منها الثايمين (ب1) وحمض البانتوثينيك (ب5). وكذلك بعض المعادن مثل الكالسيوم والحديد والزنك (الجدول التالي).

### البحوث

#### القلب والشرايين
التحليل التلوي عام 2013 انتهى إلى أن مستحضرات الثوم إذا أُخذت لأكثر من شهرين قد تكون فعالة في تقليل الكوليسترول بما يعادل 11-23 مغم/دسلتر والبروتين الدهني منخفض الكثافة بما يعادل 3-15 مغم/دسلتر في البالغين الذين يعانون من ارتفاع الكوليسترول. وبنفس الدراسة وجدوا بأن الثوم له فعالية إيجابية على البروتين الدهني عالي الكثافة، وبعدم وجود تأثير على ثلاثي الغليسريد في الدم، وتتميز مستحضرات الثوم أيضا بأعراض جانبية قليلة جدا.
في عام 2012 وفي تجربتين منضبطة معشاة قام بها Cochrane حيث وُجد أن أثر مكملات الثوم الغذائية على ضغط الدم غير واضحة ولا يوجد مثال واضح يحدد فيما إذا كانت تقلل الوفاة بسبب أمراض القلب والشرايين عند المصابين بمرض ضغط الدم المرتفع.
وبما أن الثوم يقلل من تراكم الصفيحات الدموية، فإن الذين يستعملون مضادات التخثر ينبغي أن يحذروا من تناول الثوم.

#### السرطان
تحليل تلوي تم في عام 2014 في مشاهدات لدراسة الوبائيات وجدوا بأن تناول الثوم مرتبط بتقليل خطورة الإصابة بسرطان المعدة في الشعب الكوري. وكذلك في تحليل تلوي عام 2013 لدراسة التعرض ودراسة الحالات والشواهد وجدوا دليل محدود يقترح ارتباط استهلاك الثوم العالي بخطورة الإصابة بسرطان البروستات أقل. ومهما يكن فإن الدراسة كانت واضحة فقط في دراسات الحالات والشواهد وأوضح المؤلفون بأن ثمة دليل على خطأ منهجي في الدراسة.

#### الزكام
أحد المصادر الاخبارية أفادت بأن المكملات الغذائية التي تحتوي على الثوم يمكن أن تحمي من الزكام. ولكن لا يوجد دراسة سريرية تؤكد هذا الأثر. في قاعدة البيانات المعروفة بـ (Cochrane Database) خلصت إلى عدم وجود تجارب سريرية كافية تثبت أثر الثوم بمنع أو معالجة الزكام. دراسة واحدة فقط قالت بأن الثوم يمنع الإصابة بالزكام ولكن دراسات كثيرة بحاجة للتحقق من هذه النتيجة. ويبدو أن مطالبات الفعالية تعتمد بشكل كبير على الادلة قليلة الجودة. مراجعة أخرى توصلت لنفس النتيجة حول عدم وجود دليل بجودة عالية يثبت أن الثوم يمنع أو يعالج الزكام.

### استخدامات أخرى
عصير الثوم المتميز بلزوجته في اللب يستخدم كمادة لاصقة في إصلاح الزجاج والبورسلان. وافق الاتحاد الأوروبي والمملكة المتحدة على استخدام المنتجات عديدة الكبريتيد المشتقة من الثوم كمبيد للحشرات وكمُبيدُ المَمْسودات، من ضمنها مقاومة ذبابة جذر الملفوف (الاسم العلمي: Delia radicum) والسوس الأحمر.
يستخدم الثوم مع القرفة لحفظ السمك واللحوم، حيث له خاصية مضادة للميكروبات على درجات حرارة تصل لـ 120 درجة سليسيوس، وهذا الخليط يمكن أن يُستخدم أيضا كمادة حافظة للطعام المقلي، ويمكن أن يستخدم في المستقبل في الطبقة الداخلية للبلاستيك .

### التفاعلات الجانبية وعلم السموم
من المعروف أن الثوم يسبب رائحة سيئة للنفس (نتن النفس) ورائحة للجسم كذلك، توصف بأنها رائحة ثوم لاذعة في العرق. سبب هذه الرائحة: كبريتيد ميثيل الأليل وهو مادة سائلة طيارة يمتصها الجسم خلال عملية الأيض للكبريت المشتق من الثوم، فينتقل من الدم إلى الرئة. (ومنها إلى الفم مسببة رائحة نفس سيئة) والبشرة حيث ينضح من خلال مسامات الجلد. وغسل الجلد بالصابون يعد حل جزئي فحسب لإزالة الرائحة. أظهرت الدراسات أن احتساء الحليب بنفس وقت تناول الثوم يمكنه معادلة الراحة السيئة. خلط الثوم مع الحليب في الفم قبل بلعه يقلل الرائحة بشكل أفضل من شرب الحليب بعد ذلك.الماء العادي، الفطر والحبق يمكنه تقليل الرائحة أيضا، مهما يكن فإن خليط الماء والدهن الموجود في الحليب هو الأكثر فاعلية في تقليل الرائحة السيئة.
الطيات الخضراء الجافة في مركز فص الثوم لاذعة جدا. المركب الكيميائي المحتوي على الكبريت المعروف بـ اليسين، الناتج من مضغ أو طحن الثوم الطازج تنتج مركبات كبريتية أخرى: اجوين (بالإنجليزية:ajoene)، اليل عديد الكبريتيد، وفينلديثين (بالإنجليزية vinyldithiins). الثوم الهرم يخلو من الاليسين، ولكن قد يملك بعض الفعالية نتيجة وجودة اليل سيستين (S-allylcysteine).
بعض الناس يعانون من حساسية من الثوم وأصناف أخرى ضمن النوع: Allium الأعراض تتمثل ب تهيج في القولون، إسهال، تقرحات في الفم والحلق، غثيان، صعوبة في التنفس، وتأق في حالات نادرة.المرضى الذين يعانون من حساسية الثوم يظهرون نتائج إيجابيبة لاختبار المركبات التالية: diallyl disulfide، allylpropyldisulfide، allylmercaptan، والأليسين حيث تتوافر جميعها في الثوم. هؤلاء المرضى في الغالب يعانون من حساسية تجاه نباتات أخرة مثل البصل، الثوم المعمر، الكراث، والكراث الاندلسي، الزنابق، الزنجبيل، والموز.
عدة تقارير عن حروق تسببت بها الثوم حين تم استخدامها موضعيا لعدد من الأسباب كعلاج للاعتلالات العصبية وحب الشباب، لذلك ينبغي الحذر عند استخدامها لهذه الأغراض واختبار مساحة قليلة من الجلد باستخدام تركيز منخفض من الثوم. بعض هذه التقارير المثبطة أشارت لحروق عند الأطفال سببها الاستخدام الموضعي للثوم النيئ وكذلك إضافته في تجاويف الجسم. إضافة الثوم موضعيا للأطفال الصغار غير منصوح به. الأعراض الجانبية من استخدام الثوم لفترات طويلة غير معروفة. من الأعراض الجانبية المحتملة: مغص معوي، التعرق، حساسية، نزف، اضطرابات الطمث.
بعض الامهات المرضعات وجدن بعد تناول الثوم أن أبناءهن يتغذون بشكل أبطأ وكذلك لاحظوا رائحة الثوم تفوح منهم.
يمكن أن يتسبب الثوم بزيادة احتمالية حدوث النزف إذا تم استهلاكه بكمية كبيرة مع الأدوية المضادة للتخثر. حيث يتفاعل مع الورافرين، مضادات تجمع الصفائح الدموية، مضاد الفيروسات المعروف بـ saquinavir، خافضات الضغط، محصرات قنوات الكالسيوم، عائلة المضادات الحيوية المعروفة بـ الكوينولون مثل سيبروفلوكساسين، خافضات السكر وأدوية أخرى. صنف الـ Alliums يمكن أن يكون ساما للقطط والكلاب.

### الاستخدامات الدينية والروحية
اعتبرت الثوم كقوة لكلا الحسنات والسيئات، والعديد من الحضارات استخدمت الثوم للحماية أو للسحر، ربما نظرا لسمعتها كدواء وقائي قوي. في تقاليد أوروبا الوسطى تعد الثوم قوة حماية ضد الشياطين، الذئاب، مصاصي الدماء. يمكن أن ترتدي الثوم لدرء مصاصي الدماء أو أن تعلقها على النافذة أو أن تفركها على المداخن وثقوب المفاتيح.
في الدول الإيرانية حيث يحتفلون بالنيروز (رأس السنة الفارسية) مثل إيران، دول القوقاز، أفغانستان، وآسيا الوسطى مثل طاجكستان واوزباكستان، تعتبر الثوم جزء من الطاولة المعروفة بـاسم (Seven-Seen) والتي تُعرض في رأي السنة الفارسية.
في الإسلام، يوصى بعدم أكل الثوم النيء قبل الذهاب للمسجد لأن الرائحة قد تزعج وتشتت بقية المسلمين أثناء الصلاة. والرسول محمد نفسه لم يحب أكل الثوم.
في الهندوسية والجاينية، يُعتقد بأن الثوم يحفز ويدفئ الجسم ويزيد من رغبات الشخص. لذلك بعض الهندوس الورعين يتجنبون استخدام الثوم والبصل في تحضير الطعام. في حين الأقل ورعا قد يحافظون على هذا في المناسبات والاحتفالات الدينية فقط. تابعو الديانة الجاينية يتجنبون أكل الثوم والبصل يوميا.
في بعض التقاليد البوذية، تسبب الثوم إضافة إلى 5 بهارات لاذعة أخرى زيادة في الدافع العدواني والجنسي المضر بممارسة التأمل. في البوذيون المهايانا، لا يسمح للرهبان والراهبات بتناول الثوم أو أي بهارات لاذعة أخرى مثل الفلفل والتي تعتبر «ملذات دنيوية» ويظهر بأنها تحفز العنف نظرا لحدتها.

## الخصائص

أليلين، مركب محتو على الكبريت موجود في الثوم.

الثوم الطازج أو المطحون ينتج مركبات تحتوي على الكبريت وأخرى خالية منه. المركبات التي تحتوي على الكبريت مثل: اليين، أجوين، ثنائي الأليل عديد الكبريتيد، فينيلدايثيين، اليل سيسيتين. والتي لا تحتوي على الكبريت: انزيمات، صابونين، فلافونويد، نواتج تفاعل ميلارد.
يتكون اللب، تقريباً، من 84.09% ماء، 13.38% مواد عضوية، 1.53% مواد غير عضوية، أما الأوراق فتحتوي على 87.14% ماء، 11.27 % مواد عضوية ،1.59% مواد غير عضوية.
السبب الكيميائي النباتي وراء هذه النكهة القوية للثوم ناتج عن إتلاف خلايا النبات. حين تتحطم الخلية بالتقطيع أو المضغ أو الطحن، العديد من الإنزيمات المحفوظة في الفجوات العصارية تؤدي لتكسير العديد من المركبات المحتوية على الكبريت الموجودة في سائل الخلية (العصارة الخلوية). والمركبات الناتجة عن التحطم الخلوي هي المسؤولة عن الطعم الحار أو الحاد والرائحة القوية للثوم. بعض المركبات غير ثابت ومستقر لذلك فإنه يواصل تفاعله مع الوقت. وضمن أعضاء عائلة البصل، فإن الثوم له أكثر تراكيز من المركبات الأولية للتفاعل، مما يجعله أكثر فعالية من البصل والشالوت والكراث.
بالرغم من أن العديد من الأشخاص يستمتعون بمذاق الثوم، فإن هذه المركبات لها علاقة بالعمليات الدفاعية الرادعة للحيوانات مثل الطيور، الحشرات، الديدان حتى لا تأكل النبات. لهذا فإن الناس على مر التاريخ استخدموا الثوم لمنع الحشرات من الاقتراب مثل البعوض واليرقانة.
العديد من المركبات المحتوية على الكبريت لها علاقة برائحة وطعم الثوم. إلا أن الأليسين أكثرها مسؤولية عن الإحساس «الحار» للثوم النيء. حيث يفتح قنوات معروفة بـ (thermo-transient receptor potential channels) وهي المسؤولة عن الإحساس الحارق للطعام. عملية طهي الثوم تزيل الأليسين مما يقلل من حدة طعمه. ويعتبر الأليسين بالإضافة لنواتج تكسره مثل ثنائي الأليل ثنائي الكبريت وثنائي الأليل ثلاثي الكبريت المسؤولين بشكل رئيس عن الرائحة المميزة للثوم، مع عدد من المركبات الأخرى المشتقة من الأليسين مثل فنلدايثيين (vinyldithiins) واجوين (ajoene). ونظرا لرائحته القوية فإنه يدعى أحيانا ذو الرائحة الكريهة (بالإنجليزية stinking rose) وحين يؤكل بكميات كبيرة فإنه يظهر بقوة في العرق والنفس في اليوم التالي. وهذا لأن المركبات الكبريتية في الثوم يتم استقلابها منتجة اليل ميثيل الكبريت Allyl methyl sulfide. وأليل ميثيل الكبريت Allyl methyl sulfide لا يمكن هضمه فيصل للدم ومنه إلى الرئتين والجلد حيث يفرز هناك. ولأن الهضم يتطلب عدة ساعات، وإفراز المركب: أليل ميثيل الكبريت يتطلب ساعات أكثر فإن أثر أكل الثوم يمكن أن يظهر لوقت طويل.
يُزعم أن ظاهرة «نفَس الثوم» المعروفة يمكن أن تُزال بأكل أوراق طارجة من البقدونس. لذلك فإنه يتواجد في العديد من وصفات الثوم مثل: (pistou)، (persillade)، وزبدة الثوم المستخدمة في خبز الثوم.
ويقال بأن وجود مركب: ميثيل أليل الكبريت في الدم يعمل على طرد البعوض ولكن لا يوجد دليل سريري يثبت فعاليته.
ونظرا لوجود مركبات الكبريت في الثوم بكثرة فإنها المسؤولة عن تحول لونها إلى أزرق أو أخضر خلال الطهي أو التخليل. تحت هذه الظروف (الحامضية والحرارة) مركب الألينيز (allinase)، وهو مركب يحتوي على الكبريت، يتفاعل من الأحماض الأمينية لينتج بيرول الذي يعتبر تراكما من حلقات النيتروجينية الكربونية. وهذه الحلقات قد ترتبط معا لتنتج جزئيات عديدة البيرول. تمتص الحلقات الضوء على طول موجي معين فيظهر هذا اللون. جزيئان من البيرول يظهران باللون الأحمر، ثلاثة جزيئات تظهر باللون الأرزق، وأربع جزيئات تظهر باللون الأخضر (مثل الكلوروفيل ورباعي البيرول). مثل الكلوروفيل، صبغات البيرول آمنة للأكل.

## الصور

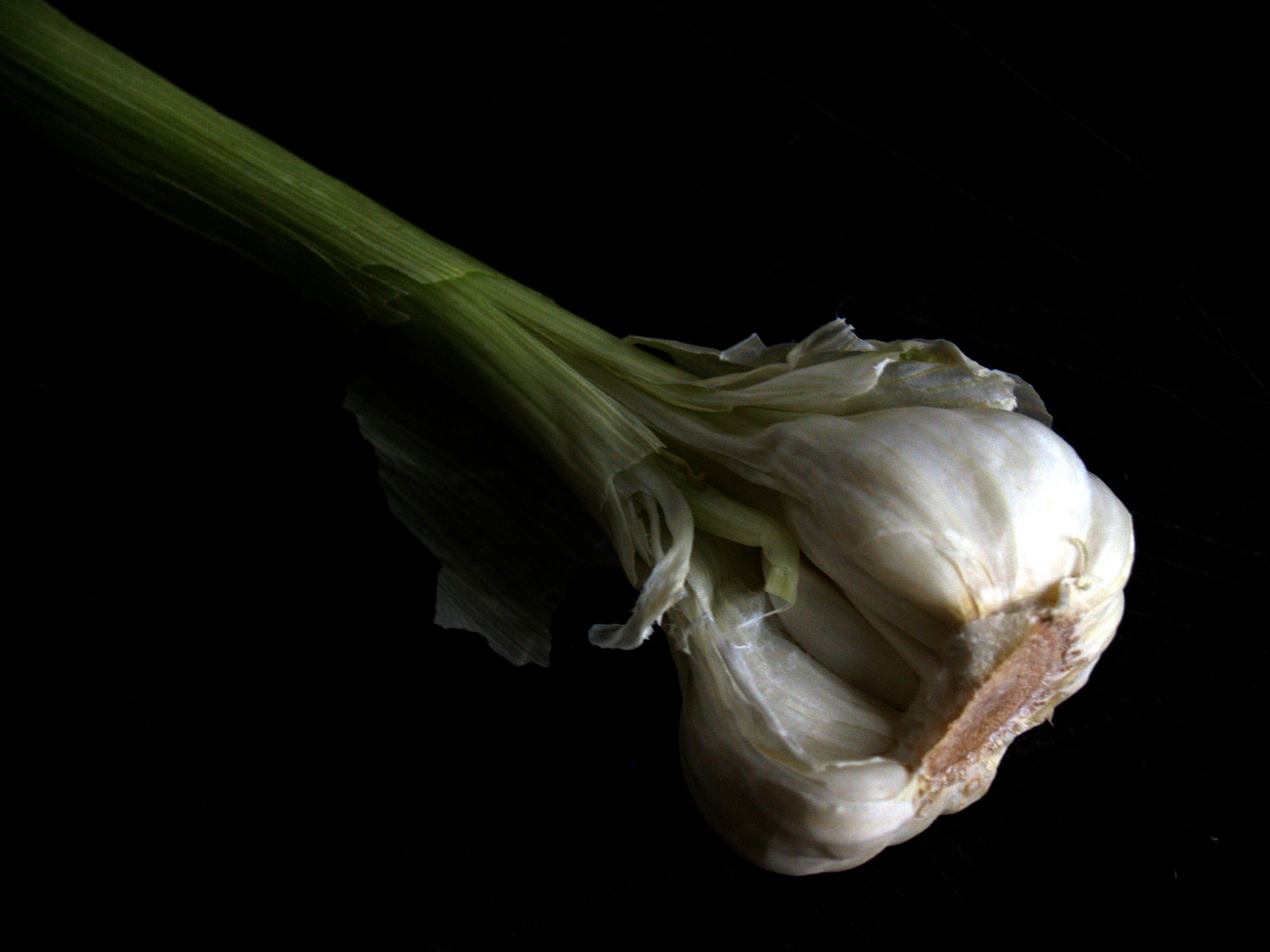
بصيلة من الثوم، غير مفصولة عن الساق.
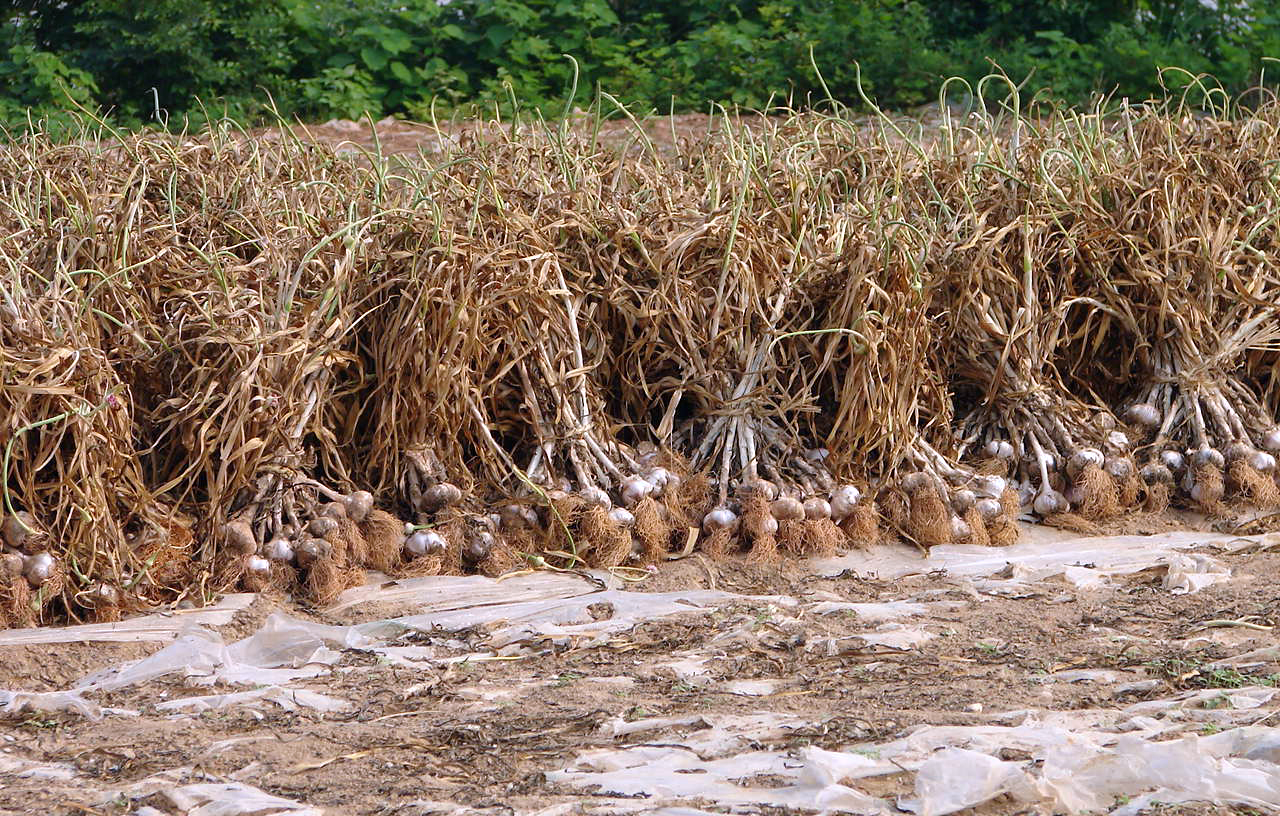
ثوم محصود حديثا

## وصلات خارجية
- أطلس لـ أصناف الثوم
- كل فوائد الثوم أكثر من 30 فائدة
- وصفة كريم الثوم مع معلوماتها الغذائية
- موقع ويب طب - فوائد الثوم